# Macrobrochis notabilis
Macrobrochis notabilis là một loài bướm đêm thuộc phân họ Arctiinae, họ Erebidae.